# Reckholdern
Das Gebiet Reckholdern liegt auf 960 m ü. M. und gehört zum Ort Willerzell im Bezirk Einsiedeln, Schweiz. Ursprünglich als Ferienhaussiedlung geplant und erbaut, wurden nebst drei Landwirtschaftsbetrieben etwa 20 Häuser unmittelbar am Waldrand erstellt. Es ist umgeben von Naturschutzgebieten mit Sicht auf den Sihlsee und die umliegenden Berge. Reckholdern ist innert 40 Minuten von Zürich erreichbar und 20 Minuten vom Skigebiet des Hoch-Ybrig entfernt.